# Tabasarani
I Tabasarani o tabassarani  sono un gruppo etnico della Russia che vive principalmente nella Repubblica del Daghestan, di religione islamica sunnita.
Parlano il russo e il tabasarano, un idioma appartenente al gruppo delle lingue caucasiche nordorientali.